# Douglas Packard
Charles Douglas Packard, KBE, CB, DSO (* 17. Mai 1903 bei Ipswich; † 20. November 1999) war ein britischer Generalleutnant der British Army, der unter anderem zuletzt zwischen 1958 und 1961 Kommandierender General des Militärbezirks Nordirland war.

## Leben
Charles Douglas Packard, Sohn von Hauptmann C. T. Packard, MC, absolvierte nach dem Schulbesuch eine Offiziersausbildung und wurde 1923 als Leutnant der Royal Artillery in die British Army übernommen. In der Folgezeit fand er verschiedene Verwendungen als Offizier und Stabsoffizier und war unter anderem während des Zweiten Weltkrieges zwischen 1941 und 1942 Erster Generalstabsoffizier der Achten Armee (Eighth Army). 1942 wurde ihm das Offizierskreuz des Order of the British Empire (OBE) verliehen und er war zwischen 1942 und 1943 Kommandeur (Commanding Officer) des 1st Regiment Royal Horse Artillery, des 1. Regiments der Royal Horse Artillery. Für seine Verdienste wurde ihm 1943 der Distinguished Service Order (DSO) verliehen und er war zwischen dem 27. Juni und dem 20. Dezember 1944 als Brigadegeneral (Brigadier) Kommandeur der in Italien und Nordafrika eingesetzten 36. Infanteriebrigade (36th Infantry Brigade). Im weiteren Kriegsverlauf war er zwischen 1944 und 1945 Stellvertretender Chef des Stabes der 15. Heeresgruppe (15th Army Group) und wurde 1945 für seine Verdienste auch Commander des Order of the British Empire (CBE).
Nach Kriegsende fungierte er zwischen 1945 und 1946 als Chef des Stabes der Alliierten Kommission für Österreich. Nach weiteren Verwendungen war Packard als Generalmajor (Major-General) von Januar 1948 bis Dezember 1949 Direktor des Militärischen Nachrichtendienstes im Kriegsministerium (Director of Military Intelligence, War Office) und wurde 1949 auch Companion des Order of the Bath (CB). Anschließend bekleidete er von 1949 bis 1951 den Posten als Leiter der Britischen Militärmission in Griechenland sowie zwischen März 1951 und Januar 1953 als Chef des Stabes der Landstreitkräfte im Mittleren Osten (Middle East Land Forces). Daraufhin kehrte er ins Kriegsministerium zurück und war dort zwischen März 1953 und März 1956 Vize-Generalquartiermeister (Vice Quartermaster-General, War Office) sowie daraufhin von 1956 bis 1958 Militärberater der Regierungen in Westafrika. Am 13. Januar 1957 wurde er zum Knight Commander des Order of the British Empire (KBE) geschlagen, so dass er fortan den Namenszusatz „Sir“ führte.
Zuletzt wurde Sir Douglas Packard im Juli 1958 als Generalleutnant (Lieutenant-General) Nachfolger von Generalleutnant Brian Kimmins als Kommandierender General des Militärbezirks Nordirland (General Officer Commanding Northern Ireland District). Er bekleidete diesen Posten bis zu seinem Eintritt in den Ruhestand im Juli 1961 und wurde daraufhin von Generalleutnant John Hackett abgelöst.